# Kritična temperatura
Krítična temperatúra je najvišja mogoča temperatura, pri kateri se lahko plin z zviševanjem tlaka utekočini. Nekateri zato predlagajo, da se izraz »plin« uporablja le za fazo snovi nad kritično temperaturo, pod njo pa para.

## Kritična temperatura nekaterih kemijskih prvin
| prvina      | kritična temperatura [°C] |
| ----------- | ------------------------- |
| argon       | -122,29                   |
| arzen       | 1400                      |
| brom        | 315                       |
| dušik       | -146,9                    |
| fluor       | -128,85                   |
| fosfor      | 721                       |
| helij       | -267,96                   |
| jod         | 546                       |
| kisik       | -118,57                   |
| klor        | 143,8                     |
| ksenon      | 16,58                     |
| kripton     | -63,7                     |
| neon        | -228,75                   |
| radon       | 105                       |
| selen       | 1493                      |
| vodik       | -240,17                   |
| živo srebro | 1477                      |
| žveplo      | 1041                      |